# Greater Sun Center
Greater Sun Center is een plaats (census-designated place) in de Amerikaanse staat Florida, en valt bestuurlijk gezien onder Hillsborough County.

## Demografie
Bij de volkstelling in 2000 werd het aantal inwoners vastgesteld op 16.321.

## Geografie
Volgens het United States Census Bureau beslaat de plaats een oppervlakte van
33,1 km², waarvan 32,4 km² land en 0,7 km² water.

## Plaatsen in de nabije omgeving
De onderstaande figuur toont nabijgelegen plaatsen in een straal van 24 km rond Greater Sun Center.